# ارنستو کولناگو
ارنستو کولناگو (انگلیسی: Ernesto Colnago؛ زادهٔ ۹ فوریهٔ ۱۹۳۲) کارآفرین، دوچرخه‌سوار و مخترع اهل ایتالیا است، که در سال ۱۹۵۲ شرکت کولناگو را تأسیس کرد.